# Fürst von Chabanais
Herren von Chabanais, später Fürsten von Chabanais und schließlich Marquis de Chabanais im Angoumois sind seit dem Ende des 9. Jahrhunderts bezeugt.
Die Stilisierung der Herrschaft Chabanais als Fürstentum war eine Selbsterklärung des Herrn von Chabanais im 16. Jahrhundert, die mit dessen Huldigung 1547 gegenüber dem französischen König eine faktische Legitimierung erfuhr. Die letzte Fürstin starb 1657, das Lehen blieb bei ihren Nachkommen, die sich Anfang des 18. Jahrhunderts dann Marquis de Chabanais nannten und im 19. Jahrhundert schließlich Comte de Colbert-Chabanais.

## Haus Chabanais
- Abon Cat Armat, Seigneur de Chabanais, bl. um 895
- Foucher, Seigneur de Chabanais, dessen Sohn; ⚭ ? Officia d’Aubusson, Tochter von Robert, Vicomte d’Aubusson
- Raymond de Chabanais, Seigneur de Chabanais, deren Sohn; ⚭ ? Hildegarde
- Ademar de Chabanais († 1034 im Heiligen Land), deren Sohn; ⚭ Aldeardis
- Jourdain I. de Chabanais (X um 1010), Seigneur de Chabanais et de Confolens, deren Sohn; ⚭ Tescé/Dia
- ? Jourdain II. de Chabanais, deren Sohn
- Aimar alias Jourdain III. Eschivat de Chabanais, Seigneur de Chabanais et de Confolens, dessen Sohn; ⚭ um 1050 Barrel(de) d’Angoulême, Dame de Blanzac, Tochter von Geoffroi, Graf von Angoulême, und Péronelle d’Archiac (Haus Taillefer)
- Jourdain IV. de Chabanais († vor 31. März 1093), deren Sohn, 1087 Pilger im Heiligen Land
- Jourdain V. Eschivat de Chabanais († 1119 in Palästina), Seigneur de Chabanais et de Confolens, 1096 Kreuzritter, dessen Sohn; ⚭ Amélie de L’Isle-Jourdain, genannt de Blanzac, Dame de Blanzac
- Jourdain VI. Eschivat de Chabanais (* um 1090; † um 1149), deren Sohn; ⚭ Amélie de Montgomery († nach 1140), Tochter von Roger Poitevin und Almodis de La Marche (Haus Montgommery)
- Amelie de Chabanais (* um 1110; † Januar 1147), deren Tochter, verlobt mit Robert de Craon, genannt Le Bourguignon, 1136 2. Großmeister des Templerordens, Sohn von Renaud de Nevers, Seigneur de Craon, und Enoguen (Domita) de Vitré, Erbin von Craon; ⚭ 1126/40 Guillaume de Matha, 1101/36 bezeugt (Haus Montberon)

## Haus Montberon
- Eschivat (I.), 1200 bezeugt, Sire de Chabanais, deren Sohn
- Guillaume Eschivat (II.), dessen Bruder
- Jourdain Eschivat (III.), dessen Sohn; ⚭ Alice de Montfort, Comtesse de Bigorre († 1255), Tochter von Gui de Montfort und Péronelle de Comminges (Haus Montfort-l’Amaury), sie heiratete in zweiter Ehe Raoul de Courtenay († 1271 in Neapel), 1269 Conte de Chieti, Sohn von Robert de Courtenay
- Eschivat (IV.) de Chabanais († 1283), Sire de Chabanais et de Confolens, 1251 Comte de Bigorre, Vicomte de Couserans, deren Sohn; ⚭ (Ehevertrag 4. Oktober 1256)  Agnès de Foix, Tochter von Roger IV., Comte de Foix (Haus Comminges)
- Laure (Lore) de Chabanais († 1316), Dame de Chabanais et de Confolens, 1283 Comtesse de Bigorre, dessen Schwester; ⚭ (1) Simon de Rochechouart, Seigneur d'Avalles (Haus Rochechouart); ⚭ (2) 1284 Raymond V., Vicomte de Turenne (1245/84 bezeugt, † vor 22. Januar 1285) (Haus Comborn)

## Haus Rochechouart
- Aimery de Rochechouart († vor 11. Dezember 1304), Seigneur d’Availles, deren Sohn
- Laure (Lore) de Rochechouart († nach 1. September 1356), Dame de Chabanais et Confolens, dessen Tochter ⚭ (Ehevertrag 11. Dezember 1304) Simon, 1301 Vicomte de Rochechouart  1303 Seigneur de Tonnay-Charente (testiert 6. Mai 1316, † vor 1318)
- Aymeric genannt Eschivat, Prince de Chabanais, Seigneur de Confolens, deren Sohn; ⚭ (1) Sbille de Beauçay; ⚭ (2) Marguerite de Pons († nach 28. April 1354), Tochter von Renaud de Pons, Witwe von Pons de Mortagne, Vicomte d’Aunay, sie heiratete in dritter Ehe vor 31. Januar 1347 Pierre de Craon, genannt de la Suze (Haus Craon)
- Jeanne († nach 15. August 1382), Dame de Chabanais et Confolens, dessen Tochter; ⚭ (1) Guillaume Maingot, Sire de Surgères; ⚭ (2) Miles I. de Thouars († 1378/79), 1358 Sire de Pouzauges et de Tiffauges († zwischen 31. Mai 1378 und April 1379) (Haus Thouars)

## Haus Thouars
- Renaud de Thouars, Chevalier, (1382 bezeugt; † wohl 1385) 1379 Seigneur de Pouzauges, Tiffauges, Chabanais et Confolens, deren Sohn aus zweiter Ehe; ⚭ Catherine de Lohéac († nach 17. März 1403), 1395 Witwe, Tochter von Eon de Lohéac und Béatrice de Craon
- Miles II. de Thouars, 1372/1419 bezeugt, Chevalier, Seigneur de Pouzauges, Tiffauges, Chabanais et Confolens, deren Sohn; ⚭ Béatrice de Montéjean, Tochter von Briant de Montéjean und Marie de Montrelais, sie heiratete vor 1. April 1424 Jacques Meschin, Chevalier
- Catherine de Thouars († 2. Dezember 1462), Dame de Pouzauges, Tiffauges, Chabanais et Confolens, deren Tochter; ⚭ (1) (Ehevertrag 30. November 1420) Gilles de Rais († 26. Oktober 1440), Marschall von Frankreich (Haus Montmorency); ⚭ (2) 1441 Jean II. de Vendôme, 1434/60 bezeugt, Vidame de Chartres, Seigneur de Lassey et de Pouzauges (Haus Preuilly)

## Haus Montoire
- Jean III. de Vendôme, 1459/81 bezeugt, Vidame de Chartres, Prince de Chabanais, Seigneur de Pouzauges, Bailli et Gouverneur de Berry, Conseiller et Chambellan du Roi, deren Sohn aus zweiter Ehe; ⚭ 7. November 1459 Jeanne de Brézé, 1465 bezeugt, Tochter von Pierre de Brézé, Seigneur de La Varenne et de Brissac, und Jeanne Crespin (Haus Brézé)
- Jacques de Vendôme († vor Januar 1507), Vidame de Chartres, Prince de Chabanais, Seigneur de Maison-sur-Seine, deren Sohn; ⚭ vor 25. Dezember 1497 Louise Malet, Dame de Graville († nach Januar 1507), Erbtochter von Louis Malet, Seigneur de Graville et de Marcoussis, Admiral von Frankreich, und Marie de Balsac (Haus Malet)
- Louis de Vendôme († 22. August 1526), Vidame de Chartres, Prince de Chabannais, Baron de Tiffauges et Pouzauges etc., deren Sohn; ⚭(Ehevertrag 10. August 1517) Hélène Gouffier, genannt de Boisy (* um 1502; † 29. Oktober 1533), Tochter von Artus Gouffier de Boisy, 1. Duc de Roannais, Pair de France, Großmeister von Frankreich, und Hélène de Hangest-Genlis (Haus Gouffier), sie heiratete in zweiter Ehe 1527 François de Clermont, Seigneur de Traves et de Saint-Cheron (Haus Clermont-Tonnerre)
- François de Vendôme (* 1524; † Dezember 1560, wohl am 25.), Vidame de Chartres, Prince de Chabannais, Seigneur de Pouzauges etc., deren Sohn; ⚭ Jeanne d’Estissac († 15. Juni 1562), Tochter von Louis, Seigneur d’Estissac (Haus Madaillan)

Chabanais wird an Joachim de Montesquiou genannt Montluc verkauft.

## Haus Lasseran
- Joachim de Lasseran-Massencomme-Monluc, genannt le jeune Monluc († 1567), Prince de Chabanais durch Kauf, Seigneur de Longueville et de Lihoux, Gouverneur von Albi,Sohn von François de Lasseran de Massencomme und Françoise de Mondenard; ⚭ NN de Fages
- Blaise de Monluc (* 1502; † 1577), Seigneur de Monluc, Marschall von Frankreich, dessen Bruder;⚭ (1) 20. Oktober 1526 Antoinette Ysalguier, Tochter von Jacques Ysalguier, Sieur de Clermond, und Miramonde de Montaut; ⚭ (2) 1564 Isabeau de Beauville, Dame de Beauville, Tochter von François de Beauville, Seigneur de Beauville, und Claire de Laurens
  - Fabien de Monluc (* um 1530; † 1573), Seigneur de Chabanais, dessen Sohn aus erster Ehe; ⚭ 9. April 1560 Anne de Montesquiou, Tochter von Jean II. de Montesquiou und Gabrielle de Villemur
- Adrien de Monluc (* um 1568; † 1646), Prince de Chabanais, Seigneur de Montesquiou, deren Sohn, Großneffe von Joachim de Monluc; ⚭ 22. September 1592 Jeanne de Foix-Carmain
- Jeanne de Foix-Montluc (* um 1600; † 2. Mai 1657), Comtesse de Carmain, Princesse de Chabanais, deren Tochter; ⚭ 24. November 1612 Charles d’Escoubleau (* 1588; † 21. Dezember 1666), Marquis d’Alluye et de Sourdis

## Haus Escoubleau
- Charles Paul d’Escoubleau († 6. Januar 1690), Marquis d’Alluye et de Sourdis, deren Sohn; ⚭ 16. Februar 1667 Bénigne de Meaux du Fouilloux (* 1648; † 14. Mai 1721), Tochter von Charles de Meaux und Madeleine de Lézignac
- Henri d’Escoubleau († 6. Juni 1712), Comte de Monluc, dessen Bruder; ⚭ 1699 Marguerite Le Lièvre († 1720), Tochter von Thomas Le Lièvre, Marquis de La Grange, und Anne Faure
  - François d’Escoubleau († 21. September 1707), Marquis de Sourdis, dessen Bruder; ⚭ Marie Charlotte de Béziade d’Avaray, Tochter von Théophile de Béziade, Marquis d’Avaray, und Marie des Estangs
- Angelique d’Escoubleau (* 1684; † 1729), Dame de Chabanais, deren Tochter; ⚭ 24. März 1702 François Gilbert Colbert, Marquis de Saint-Pouange, dann Marquis de Chabanais (* 25. September 1676; † 11. November 1719), Sohn von Gilbert Colbert und Marie Renée de Berthemet (Haus Colbert)

## Haus Colbert
- François-Gilbert Colbert (* 7. November 1705, † 1766), Marquis de Saint-Pouange et de Chabanais, deren Sohn; ⚭ 23. Januar 1731 Marie-Jeanne Colbert († 30. Mai 1786), Tochter von Louis François Colbert, Comte de Croissy, und Marie Brunet
- Claude Théophile Colbert (* 28. Februar 1734, † 10. Dezember 1789), Marquis de Chabanais, deren Sohn;  ⚭ April 1769 Louise Perrine, Tochter von Gabriel d'Amphernet, Baron de Pont-Bellanger
- Alexandre Louis Gilbert Colbert (* 27. März 1781, † 30. November 1857), Marquis de Chabanais, Pair de France (1827), deren Sohn; ⚭ Aglaé Seurat de Guilleville, Tochter von Joseph Seurrat, Seigneur de Guilleville